# Liste der Deutschen Meister im Zehnkampf
Der Zehnkampf ist eine Wettkampfform, die bei den Deutschen Leichtathletik-Meisterschaften nur für Männer ausgetragen wird. Seit 1911 steht der Wettbewerb bei Deutschen Meisterschaften auf dem Programm. Kriegsbedingt fanden 1914 bis 1918 und 1944 bis 1947 keine Deutschen Mehrkampfmeisterschaften statt. In der Bundesrepublik kam der Zehnkampf 1948 wieder ins Meisterschaftsprogramm, in der der DDR war dies 1949 der Fall. Später gab es noch zweimal den Fall, dass kein deutscher Zehnkampfmeister ermittelt werden konnte. 1984 mussten die Wettkämpfe wegen heftiger Regenfälle nach der siebten Disziplin abgebrochen werden und 2015 fand sich kein ausrichtender Verein für die Veranstaltung.
Der Wettbewerb setzt sich seit seiner ersten Austragung bei den Olympischen Spielen 1896 aus folgenden Disziplinen zusammen: Tag 1: 100 m, Weitsprung, Kugelstoßen, Hochsprung, 400 m / Tag 2: 110 m Hürden, Diskuswurf, 200 m. Stabhochsprung, Speerwurf, 1500 m. Die Wertungstabellen wurden im Laufe der Jahrzehnte immer wieder an die veränderten Entwicklungen der einzelnen Disziplinen angepasst.
Überblick dazu – im Hinblick auf die Deutschen Meisterschaften – im Einzelnen:
- 1911 bis 1929: ältere deutsche Wertungstabelle
- 1930 bis 1933: internationale Wertungstabelle von 1912
- 1934 bis 1951: internationale Wertungstabelle von 1934
- 1952 bis 1964: internationale Wertungstabelle von 1952
- 1965 bis 1984: internationale Wertungstabelle von 1965
- seit 1985: internationale Wertungstabelle von 1985

Die Deutschen Mehrkampfmeisterschaften waren und sind immer wieder betroffen durch die oft zeitnahe Austragung attraktiver Wettkämpfe mit internationaler Konkurrenz – z. B. in Ratingen oder Götzis. Die deutschen Spitzensportler verzichteten häufig an der Teilnahme der Deutschen Meisterschaften zugunsten dieser Angebote – die Zahl der Mehrkämpfe pro Saison will richtig dosiert sein und so müssen sich die Athleten hier entscheiden. Im Jahr 2016 war es sogar so, dass die Mehrkämpfe bei den Olympischen Spielen in derselben Woche stattfanden wie die Deutschen Mehrkampf-Meisterschaften. Ebenso fanden die Meisterschaften des Jahres 2017 parallel zu den Leichtathletik-Weltmeisterschaften in London statt.
Seit 1958 gibt es in der Bundesrepublik Deutschland zusätzlich auch eine Mannschaftswertung. Hier werden die besten drei Athleten je Verein gewertet, die Reihenfolge ergibt sich aus der Addition der in der Einzelwertung erreichten Punktzahlen. In der DDR wurden Mannschaften in den Jahren von 1961 bis 1965 gewertet.

## Deutsche Meisterschaftsrekorde
| Einzelwertung      | 8832 P   | Jürgen Hingsen (LAV Bayer Uerdingen/Dormagen)               | Ulm | 14./15. August 1982 |
| Mannschaftswertung | 24.806 P | USC Mainz (Siegfried Wentz, Guido Kratschmer, Thomas Rizzi) | Ulm | 13./14. Juli 1985   |

## Gesamtdeutsche Meister seit 1991 (DLV)
Der Zehnkampf wird nur für Männer ausgetragen.
Wertungstabelle: die bis heute gültige 1985er Wertung
| Jahr | Ort                                                  | Datum                                                | Athleten                                             | Punkte                                               |
| ---- | ---------------------------------------------------- | ---------------------------------------------------- | ---------------------------------------------------- | ---------------------------------------------------- |
| 2025 | Dresden                                              | 31. Juli/1. August                                   | Tim Nowak (SSV Ulm 1846)                             | 8140                                                 |
| 2024 | Hannover                                             | 24./25. August                                       | Marcel Meyer (Hannover 96)                           | 7783                                                 |
| 2023 | Hannover                                             | 2./3. September                                      | Marcel Meyer (Hannover 96)                           | 8190                                                 |
| 2022 | Filderstadt-Bernhausen                               | 27./28. August                                       | Manuel Eitel (SSV Ulm 1846)                          | 8189                                                 |
| 2021 | Wesel                                                | 21./22. August                                       | Tim Nowak (SSV Ulm 1846)                             | 7931                                                 |
| 2020 | Vaterstetten                                         | 22./23. August                                       | Malik Diakité (Hannover 96)                          | 7641                                                 |
| 2019 | Bietigheim-Bissingen                                 | 10./11. August                                       | Florian Obst (SSV Ulm 1846)                          | 7413                                                 |
| 2018 | Wesel                                                | 25./26. August                                       | Niklas Ransiek (TSV Bayer 04 Leverkusen)             | 7355                                                 |
| 2017 | Kienbaum                                             | 12./13. August                                       | Felix Hepperle (LG Neckar-Enz)                       | 7328                                                 |
| 2016 | Kienbaum                                             | 13./14. August                                       | Felix Hepperle (LG Neckar-Enz)                       | 7461                                                 |
| 2015 | Mehrkampf-DM wegen fehlenden Ausrichters ausgefallen | Mehrkampf-DM wegen fehlenden Ausrichters ausgefallen | Mehrkampf-DM wegen fehlenden Ausrichters ausgefallen | Mehrkampf-DM wegen fehlenden Ausrichters ausgefallen |
| 2014 | Vaterstetten                                         | 23./24. August                                       | René Stauß (LAV Stadtwerke Tübingen)                 | 7735                                                 |
| 2013 | Lage                                                 | 24./25. August                                       | Arthur Abele (SSV Ulm 1846)                          | 8251                                                 |
| 2012 | Hannover                                             | 25./26. August                                       | Kai Kazmirek (LG Rhein-Wied)                         | 7924                                                 |
| 2011 | Vaterstetten                                         | 27./28. August                                       | André Niklaus (LG Nike Berlin)                       | 7536                                                 |
| 2010 | Potsdam                                              | 26./27. August                                       | Michael Schrader (TSV Bayer 04 Leverkusen)           | 8003                                                 |
| 2009 | Lage                                                 | 29./30. August                                       | Jan Felix Knobel (LG Eintracht Frankfurt)            | 7738                                                 |
| 2008 | Hannover                                             | 30./31. August                                       | Norman Müller (Hallesche Leichtathletik-Freunde)     | 7720                                                 |
| 2007 | Vaterstetten                                         | 8./9. September                                      | Lars Albert (LAC 1992 Elm)                           | 7679                                                 |
| 2006 | Wesel                                                | 2./3. September                                      | Lars Albert (LAC 1992 Elm)                           | 7848                                                 |
| 2005 | Lage                                                 | 27./28. August                                       | Jacob Minah (LG Göttingen)                           | 7652                                                 |
| 2004 | Vaterstetten                                         | 4./5. September                                      | Christopher Hallmann (TV Gladbeck)                   | 8045                                                 |
| 2003 | Wesel                                                | 23./24. August                                       | Matthias Spahn (LT DSHS Köln)                        | 7814                                                 |
| 2002 | Berlin                                               | 31. August/1. September                              | Florian Schönbeck (LG Domspitzmilch Regensburg)      | 7794                                                 |
| 2001 | Vaterstetten                                         | 25./26. August                                       | Jörg Goedicke (Berliner SC)                          | 7801                                                 |
| 2000 | Wesel                                                | 2./3. September                                      | Florian Schönbeck (LG Domspitzmilch Regensburg)      | 8127                                                 |
| 1999 | Lage                                                 | 4./5. September                                      | Mike Maczey (MobilCom Zehnkampf Welle)               | 8104                                                 |
| 1998 | Vaterstetten                                         | 29./30. August                                       | Dirk-Achim Pajonk (TSV Bayer 04 Leverkusen)          | 7859                                                 |
| 1997 | Wesel                                                | 30./31. August                                       | Mike Maczey (TSV Böklund)                            | 7910                                                 |
| 1996 | Vaterstetten                                         | 8./9. September                                      | Michael Kohnle (SSV Ulm 1846)                        | 8008                                                 |
| 1995 | Ulm                                                  | 26./27. August                                       | Michael Kohnle (SSV Ulm 1846)                        | 8209                                                 |
| 1994 | Vaterstetten                                         | 2./3. September                                      | Norbert Demmel (LAC Quelle Fürth/München)            | 7919                                                 |
| 1993 | Vaterstetten                                         | 19./20. Juni                                         | Christian Schenk (USC Mainz)                         | 8109                                                 |
| 1992 | Ahlen                                                | 29./30. August                                       | Stefan Schmid (LG Karlstadt)                         | 7992                                                 |
| 1991 | München                                              | 25./26. Mai                                          | Christian Schenk (USC Mainz)                         | 8301                                                 |

## Meister in derBundesrepublik Deutschland(DLV) / Meister in derDDR(DVfL) von 1948 bis 1990
Wertungstabellen:
- 1948 bis 1951 – 1934er Wertung
- 1952 bis 1964 – 1952er Wertung
- 1965 bis 1984 – 1965er Wertung
- ab 1985 – bis heute gültige 1985er Wertung

| Jahr | Bundesrepublik Deutschland | Bundesrepublik Deutschland | Bundesrepublik Deutschland                      | Bundesrepublik Deutschland                      | Bundesrepublik Deutschland                      | DDR           | DDR               | DDR                                   | DDR                          |
| Jahr | Ort                        | Datum                      | Athlet                                          | P-offiz. Wert.                                  | P-85er Wert.                                    | Ort           | Datum             | Athlet                                | Punkte                       |
| ---- | -------------------------- | -------------------------- | ----------------------------------------------- | ----------------------------------------------- | ----------------------------------------------- | ------------- | ----------------- | ------------------------------------- | ---------------------------- |
| 1990 | Salzgitter                 | 21./22. Juli               | Michael Kohnle (TS Göppingen)                   | 8289                                            | 8289                                            |               |                   | Torsten Voss (SC Traktor Schwerin)    |                              |
| 1989 | Bernhausen                 | 9./10. Sep.                | Karl-Heinz Fichtner (LC Olympiapark München)    | 8205                                            | 8205                                            | Neubrand'bg.  |                   | René Günther (SC Chemie Halle)        |                              |
| 1988 | Rhede                      | 9./10. Juli                | Rainer Sonnenburg (LG Wedel-Pinneberg)          | 8025                                            | 8025                                            |               |                   | Uwe Freimuth (ASK Vorwärts Potsdam)   |                              |
| 1987 | Ulm                        | 12./13. Juni               | Michael Neugebauer (MTV Ingolstadt)             | 8060                                            | 8060                                            |               |                   | Torsten Voss (SC Traktor Schwerin)    |                              |
| 1986 | Hannover                   | 19./20. Juli               | Jens Schulze (LC Paderborn)                     | 8030                                            | 8030                                            |               |                   | Uwe Freimuth (ASK Vorwärts Potsdam)   |                              |
| 1985 | Ulm                        | 13./14. Juli               | Siegfried Wentz (USC Mainz)                     | 8440                                            | 8440                                            | Leipzig       | 9.–11. Aug.       | Uwe Freimuth (ASK Vorwärts Potsdam)   | 8427                         |
| 1984 | Ahlen                      | 8./9. Sep.                 | Wettbewerb wegen starker Regenfälle abgebrochen | Wettbewerb wegen starker Regenfälle abgebrochen | Wettbewerb wegen starker Regenfälle abgebrochen | Erfurt        | 1.–3. Juni        | Uwe Freimuth (ASK Vorwärts Potsdam)   | 8704 (DDRR)                  |
| 1983 | München                    | 16./17. Juli               | Siegfried Wentz (USC Mainz)                     | 8470                                            | 8400                                            | K.-Marx-Stadt | 16.–18. Juni      | Torsten Voss (SC Traktor Schwerin)    | 8337                         |
| 1982 | Ulm                        | 14./15. Aug.               | Jürgen Hingsen (LAV Bayer Uerdingen/Dormagen)   | 8723 ()                                         | 8741                                            | Dresden       | 30. Juni –3. Juli | Torsten Voss (SC Traktor Schwerin)    | 8387                         |
| 1981 | Lage                       | 8./9. Aug.                 | Andreas Rizzi (MTG Mannheim)                    | 8207                                            | 8155                                            | Jena          | 7.–9. Aug.        | Rainer Pottel (TSC Berlin)            | 8161                         |
| 1980 | Lage                       | 6./7. Sep.                 | Guido Kratschmer (USC Mainz)                    | 8142                                            | 8175                                            | Cottbus       | 16.–18. Juli      | Dietmar Jentsch (SC Cottbus)          | 7846                         |
| 1979 | Kref.-Uerd'g.              | 15./16. Juni               | Guido Kratschmer (USC Mainz)                    | 8484                                            | 8476                                            | K.-Marx-Stadt | 9.–12. Aug.       | Steffen Grummt (SC Motor Jena)        | 7576                         |
| 1978 | Bernhausen                 | 29./30. Juli               | Guido Kratschmer (USC Mainz)                    | 8498 (ER)                                       | 8493                                            |               |                   | Rainer Pottel (TSC Berlin)            |                              |
| 1977 | Hannover                   | 27./28. Aug.               | Guido Kratschmer (USC Mainz)                    | 7972                                            | 7928                                            |               |                   | Siegfried Stark (SC Traktor Schwerin) |                              |
| 1976 | Hannover                   | 4./5. Sep.                 | Guido Kratschmer (USC Mainz)                    | 8265                                            | 8153                                            |               |                   | Siegfried Stark (SC Traktor Schwerin) |                              |
| 1975 | Lübeck                     | 21./22. Juni               | Guido Kratschmer (USC Mainz)                    | 7744                                            | 7600                                            |               |                   | Dieter Krüger (SC Magdeburg)          |                              |
| 1974 | Trostberg                  | 13./14. Juli               | Kurt Bendlin (ASV Köln)                         | 7945                                            | 7846                                            |               |                   | Rainer Pottel (TSC Berlin)            |                              |
| 1973 | Hannover                   | 7./8. Juli                 | Herbert Swoboda (USC Mainz)                     | 7769                                            | 7622                                            |               |                   | Dieter Krüger (SC Magdeburg)          |                              |
| 1972 | Offenbach                  | 23./24. Sep.               | Horst Beyer (VfL Wolfsburg)                     | 7956                                            | 7895                                            |               |                   | Stefan Schreyer (SC Chemie Halle)     |                              |
| 1971 | Gretesch                   | 17./18. Juli               | Kurt Bendlin (LC Bonn)                          | 8244                                            | 8198                                            |               |                   | Herbert Wessel (ASK Vorwärts Potsdam) |                              |
| 1970 | Stuttgart                  | 12./13. Sep.               | Horst Beyer (USC Mainz)                         | 7894                                            | 7743                                            |               |                   | Rüdiger Demmig (SC Motor Jena)        |                              |
| 1969 | Hannover                   | 2./3. Aug.                 | Hans-Joachim Walde (USC Mainz)                  | 7956                                            | 7822                                            |               |                   | Rüdiger Demmig (SC Motor Jena)        |                              |
| 1968 | Hannover                   | 31. Aug./ 1. Sep.          | Werner von Moltke (USC Mainz)                   | 7768                                            | 7674                                            |               |                   | Herbert Wessel (ASK Vorwärts Potsdam) |                              |
| 1967 | Leverkusen                 | 9./10. Sep.                | Kurt Bendlin (TSV Bayer 04 Leverkusen)          | 7713                                            | 7524                                            |               |                   | Max Klauß (SC Einheit Dresden)        |                              |
| 1966 | Hamm                       | 16./17. Juli               | Werner von Moltke (USC Mainz)                   | 7961                                            | 7831                                            |               |                   | Rolf Langer (ASK Vorwärts Potsdam)    |                              |
| 1965 | Augsburg                   | 4./5. Sep.                 | Kurt Bendlin (TSV Bayer 04 Leverkusen)          | 7848                                            | 7784                                            |               |                   | Horst Mempel (SC Chemie Halle)        |                              |
| 1964 | Karlsruhe                  | 18./19. Juli               | Hans-Joachim Walde (USC Mainz)                  | 8082                                            | 7718                                            |               |                   | Wolfgang Utech (SC Chemie Halle)      |                              |
| 1963 | Hannover                   | 7./8. Sep.                 | Willi Holdorf (TSV Bayer 04 Leverkusen)         | 8085                                            | 7681                                            |               |                   | Wolfgang Utech (SC Chemie Halle)      |                              |
| 1962 | Hamm                       | 23./24. Juni               | Manfred Bock (Hamburger SV)                     | 7893                                            | 7603                                            |               |                   | Gerhard Lohse (SC Lok Leipzig)        |                              |
| 1961 | Heilbronn                  | 23./24. Sep.               | Willi Holdorf (TSV Bayer 04 Leverkusen)         | 7238                                            | 7163                                            |               |                   | Wolfgang Utech (SC Chemie Halle)      |                              |
| 1960 | Hamm                       | 24./25. Sep.               | Peter Gerber (TK Hannover)                      | 6433                                            | 6694                                            |               |                   | Wolfgang Utech (SC Chemie Halle)      |                              |
| 1959 | Düsseldorf                 | 29./30. Aug.               | Martin Lauer (ASV Köln)                         | 7955 (DR)                                       | 7478                                            |               |                   | Wolfgang Utech (SC Chemie Halle)      |                              |
| 1958 | Ludwigsburg                | 30./31. Aug.               | Werner von Moltke (TSV Ellwangen)               | 6917                                            | 7062                                            |               |                   | Walter Meier (SC Chemie Halle)        |                              |
| 1957 | Oberhausen                 | 27./28. Juli               | Dieter Möhring (VfL Wolfsburg)                  | 6727                                            | 6906                                            |               |                   | Fritz Köppen (SC DHfK Leipzig)        |                              |
| 1956 | Augsburg                   | 4./5. Aug.                 | Martin Lauer (ASV Köln)                         | 6892                                            | 6980                                            | Erfurt        |                   | J. Koitzsch (SC Wissenschaft Halle)   |                              |
| 1955 | Frankfurt/M.               | 4./5. Aug.                 | Josef Klik (TuS Fritzlar)                       | 6154                                            | 6589                                            |               |                   | Horst Röder (SC DHfK Leipzig)         |                              |
| 1954 | Duisburg                   | 24./25. Juli               | Friedel Schirmer (FC Stadthagen)                | 5993                                            | 6494                                            |               |                   | Hans Kramer (Einheit NO Berlin)       |                              |
| 1953 | Balingen                   | 22./23. Aug.               | Friedel Schirmer (TK Hannover)                  | 6056                                            | 6526                                            |               |                   | Rudi Etzold (Einheit NO Berlin)       |                              |
| 1952 | Hamm                       | 16./17. Aug.               | Josef Hipp (TSG Balingen)                       | 6011                                            | 6453                                            |               |                   | Walter Meier (Einheit Mitte Halle)    |                              |
| 1951 | Wetzlar                    | 18./19. Aug.               | Friedel Schirmer (FC Stadthagen)                | 6615                                            | 6045                                            | Erfurt        | 13.–15. Juli      | Rudi Etzold (Einheit NO Berlin)       |                              |
| 1950 | Kassel                     | 19./20. Aug.               | Josef Hipp (TSG Balingen)                       | 7074                                            | 6658                                            |               |                   | Ernst Schmidt (Einheit NO Berlin)     |                              |
| 1949 | Stgt.-Feuerb.              | 20./21. Aug.               | Gerhard Luther (TSV 1860 München)               | 6678                                            | 6445                                            |               |                   | Rudi Etzold (Espenhain)               |                              |
| 1948 | Hamburg                    | 19./20. Sep.               | Gerhard Luther (TSV 1860 München)               | 6691                                            | 6458                                            |               |                   | Wettbewerb nicht ausgetragen          | Wettbewerb nicht ausgetragen |

## Deutsche Meister 1911 bis 1947 (DLV)
Wertungstabellen:
- 1911 bis 1929 – ältere deutsche Wertung
- 1930 bis 1933 – 1912er Wertung
- 1934 bis 1947 – 1934er Wertung

| Jahr | Ort                                                         | Datum                                                       | Athleten                                                    | P-offiz. Wert.                                              | P-85er Wert.                                                |
| ---- | ----------------------------------------------------------- | ----------------------------------------------------------- | ----------------------------------------------------------- | ----------------------------------------------------------- | ----------------------------------------------------------- |
| 1947 | Wettbewerb nicht ausgetragen                                | Wettbewerb nicht ausgetragen                                | Wettbewerb nicht ausgetragen                                | Wettbewerb nicht ausgetragen                                | Wettbewerb nicht ausgetragen                                |
| 1946 | Wettbewerb nicht ausgetragen                                | Wettbewerb nicht ausgetragen                                | Wettbewerb nicht ausgetragen                                | Wettbewerb nicht ausgetragen                                | Wettbewerb nicht ausgetragen                                |
| 1945 | kriegsbedingt keine Deutschen Leichtathletikmeisterschaften | kriegsbedingt keine Deutschen Leichtathletikmeisterschaften | kriegsbedingt keine Deutschen Leichtathletikmeisterschaften | kriegsbedingt keine Deutschen Leichtathletikmeisterschaften | kriegsbedingt keine Deutschen Leichtathletikmeisterschaften |
| 1944 | kriegsbedingt keine Deutschen Leichtathletikmeisterschaften | kriegsbedingt keine Deutschen Leichtathletikmeisterschaften | kriegsbedingt keine Deutschen Leichtathletikmeisterschaften | kriegsbedingt keine Deutschen Leichtathletikmeisterschaften | kriegsbedingt keine Deutschen Leichtathletikmeisterschaften |
| 1943 | Berlin                                                      | 24./25. Juli                                                | Heinz Hermann (SCC Berlin)                                  | 6370                                                        | 6168                                                        |
| 1942 | Berlin                                                      | 25./26. Juli                                                | Ernst Schmidt (Luftwaffen SV Berlin)                        | 7280                                                        | 6890                                                        |
| 1941 | Erfurt                                                      | 5./6. Juli                                                  | Fritz Müller (SV St. Georg Hamburg)                         | 6920                                                        | 6624                                                        |
| 1940 | Weimar                                                      | 20./21. Juli                                                | Rudolf Glötzner (Turnerbund Weiden)                         | 6894                                                        | 6580                                                        |
| 1939 | Darmstadt                                                   | 15./16. Juli                                                | Fritz Müller (MTV Gifhorn)                                  | 7267                                                        | 6880                                                        |
| 1938 | Stuttgart                                                   | 16./17. Juli                                                | Hans-Heinrich Sievert (Eimsbütteler TV)                     | 7467                                                        | 6982                                                        |
| 1937 | Frankfurt am Main                                           | 10./11. Juli                                                | Fritz Müller (MTV Gifhorn)                                  | 6961                                                        | 6694                                                        |
| 1936 | Diverse Orte / Berlin                                       | 28. Juni/5. Juli                                            | Helmut Bonnet (Polizei SV Berlin)                           | 6666                                                        | 6240                                                        |
| 1935 | Berlin                                                      | 3./4. August                                                | Erwin Huber (Stuttgarter Kickers)                           | 6793                                                        | 6515                                                        |
| 1934 | Nürnberg                                                    | 27./28. Juli                                                | Hans-Heinrich Sievert (Eimsbütteler TV)                     | 8498                                                        | 6955                                                        |
| 1933 | Köln                                                        | 12./13. August                                              | Hans-Heinrich Sievert (Eimsbütteler TV)                     | 8435                                                        | 6913                                                        |
| 1932 | Hannover                                                    | 2./3. Juli                                                  | Wolrad Eberle (Berliner SC)                                 | 7865,455                                                    | 6540                                                        |
| 1931 | Berlin                                                      | 1./2. August                                                | Hans-Heinrich Sievert (Eimsbütteler TV)                     | 7874,605 (DR)                                               | 6575                                                        |
| 1930 | Berlin                                                      | 2./3. August                                                | Kurt Weiß (Berliner SC)                                     | 7536,70                                                     | 6461                                                        |
| 1929 | Breslau                                                     | 21./22. Juli                                                | Kurt Weiß (Berliner SC)                                     | 0585                                                        | 6437                                                        |
| 1928 | Düsseldorf                                                  | 15/16. Juli                                                 | Hugo Barth (TV Nürtingen)                                   | 034                                                         | 6213                                                        |
| 1927 | Breslau                                                     | 6./7. August                                                | Kurt Weiß (Berliner SC)                                     | 0701                                                        | 6282                                                        |
| 1926 | Braunschweig                                                | 21./22. August                                              | Arthur Holz (Charlottenburger TG)                           | 0636                                                        | 5936                                                        |
| 1925 | Leipzig                                                     | 5./6. September                                             | Arthur Holz (VfL Charlottenburg Berlin)                     | 0559                                                        | 5436                                                        |
| 1924 | Stettin                                                     | 9./10. August                                               | Hermann Westerhaus (Berliner SC)                            | 0534                                                        | 5520                                                        |
| 1923 | Frankfurt am Main                                           | 17./18. August                                              | Arthur Holz (VfL Charlottenburg)                            | 0587                                                        | 5671                                                        |
| 1922 | Duisburg                                                    | 18./19. August                                              | Arthur Holz (VfL Charlottenburg)                            | 0644                                                        | 6063                                                        |
| 1921 | Köln                                                        | 17./18. September                                           | Karl Ritter von Halt (MTV München)                          | 0587                                                        | 5925                                                        |
| 1920 | München                                                     | 18./19. September                                           | Karl Ritter von Halt (MTV München)                          | 0560                                                        | 5359                                                        |
| 1919 | Berlin                                                      | 27./28. September                                           | Arthur Holz (Charlottenburger Turngilde)                    | 0549                                                        | 5570                                                        |
| 1918 | Wettbewerb kriegsbedingt nicht ausgetragen                  | Wettbewerb kriegsbedingt nicht ausgetragen                  | Wettbewerb kriegsbedingt nicht ausgetragen                  | Wettbewerb kriegsbedingt nicht ausgetragen                  | Wettbewerb kriegsbedingt nicht ausgetragen                  |
| 1917 | Wettbewerb kriegsbedingt nicht ausgetragen                  | Wettbewerb kriegsbedingt nicht ausgetragen                  | Wettbewerb kriegsbedingt nicht ausgetragen                  | Wettbewerb kriegsbedingt nicht ausgetragen                  | Wettbewerb kriegsbedingt nicht ausgetragen                  |
| 1916 | Wettbewerb kriegsbedingt nicht ausgetragen                  | Wettbewerb kriegsbedingt nicht ausgetragen                  | Wettbewerb kriegsbedingt nicht ausgetragen                  | Wettbewerb kriegsbedingt nicht ausgetragen                  | Wettbewerb kriegsbedingt nicht ausgetragen                  |
| 1915 | Wettbewerb kriegsbedingt nicht ausgetragen                  | Wettbewerb kriegsbedingt nicht ausgetragen                  | Wettbewerb kriegsbedingt nicht ausgetragen                  | Wettbewerb kriegsbedingt nicht ausgetragen                  | Wettbewerb kriegsbedingt nicht ausgetragen                  |
| 1914 | Wettbewerb kriegsbedingt nicht ausgetragen                  | Wettbewerb kriegsbedingt nicht ausgetragen                  | Wettbewerb kriegsbedingt nicht ausgetragen                  | Wettbewerb kriegsbedingt nicht ausgetragen                  | Wettbewerb kriegsbedingt nicht ausgetragen                  |
| 1913 | Braunschweig                                                | 7. September                                                | Karl Halt (MTV München)                                     | 0612 (DR)                                                   | 5714                                                        |
| 1912 | München                                                     | 15. September                                               | Karl Halt (MTV München)                                     | 0509                                                        | 4983                                                        |
| 1911 | Münster                                                     | 15. Oktober                                                 | Karl Halt (MTV München)                                     | 0496                                                        | 5064                                                        |

## Mannschaftswertung: Gesamtdeutsche Meister seit 1991 (DLV)
Wertungstabelle: die bis heute gültige 1985er Wertung
| Jahr | Ort                                                  | Datum                                                | Verein                                                                           | Punkte                                                                     |
| ---- | ---------------------------------------------------- | ---------------------------------------------------- | -------------------------------------------------------------------------------- | -------------------------------------------------------------------------- |
| 2025 | Dresden                                              | 31. Juli/1. August                                   | keine Mannschaftswertung                                                         | keine Mannschaftswertung                                                   |
| 2024 | Hannover                                             | 24./25. August                                       | Hannover 96 (Marcel Meyer, Silas Kriete, Cristian Ifrim)                         | 21.687                                                                     |
| 2023 | Hannover                                             | 2./3. September                                      | Hannover 96 (Marcel Meyer, Cristian Ifrim, Tyl Rozok)                            | 21.231                                                                     |
| 2022 | Filderstadt-Bernhausen                               | 27./28. August                                       | keine Mannschaftswertung                                                         | keine Mannschaftswertung                                                   |
| 2021 | Wesel                                                | 21./22. August                                       | Eine Mannschaftswertung kam nicht zustande, es waren keine Teams am Start.       | Eine Mannschaftswertung kam nicht zustande, es waren keine Teams am Start. |
| 2020 | Vaterstetten                                         | 22./23. August                                       | Eine Mannschaftswertung kam nicht zustande, es waren keine Teams am Start.       | Eine Mannschaftswertung kam nicht zustande, es waren keine Teams am Start. |
| 2019 | Bietigheim-Bissingen                                 | 10./11. August                                       | TS Herzogenaurach (Christoph Lange, Marius Laib, André Zahl)                     | 20.137                                                                     |
| 2018 | Wesel                                                | 25./26. August                                       | LG Kreis Gütersloh (Marvin Gregor, André Düsterhöft, Florian Baum)               | 19.868                                                                     |
| 2017 | Kienbaum                                             | 12./13. August                                       | TSV Gräfelfing (Korbinian Suckfüll, Felix Wolter, Noah Kollhuber)                | 20.348                                                                     |
| 2016 | Kienbaum                                             | 13./14. August                                       | TSV Bayer 04 Leverkusen (Torben Blech, Niklas Ransiek, Alexander Everts)         | 21.978                                                                     |
| 2015 | Mehrkampf-DM wegen fehlenden Ausrichters ausgefallen | Mehrkampf-DM wegen fehlenden Ausrichters ausgefallen | Mehrkampf-DM wegen fehlenden Ausrichters ausgefallen                             | Mehrkampf-DM wegen fehlenden Ausrichters ausgefallen                       |
| 2014 | Vaterstetten                                         | 23./24. August                                       | SC Rönnau 74 (Nils Max, Matthias Prey, Arthur Kleiber)                           | 20.856                                                                     |
| 2013 | Lage                                                 | 24./25. August                                       | SSV Ulm 1846 (Arthur Abele, Mathias Brugger, Julius Sommer)                      | 23.151                                                                     |
| 2012 | Hannover                                             | 25./26. August                                       | LG Neckar-Enz (Felix Hepperle, Thorsten Seyb, Matthias Laube)                    | 20.380                                                                     |
| 2011 | Vaterstetten                                         | 27./28. August                                       | LG Telis Finanz Regensburg (Tom Bechert, Malte Hartfiel, Matthias Küsters)       | 20.175                                                                     |
| 2010 | Potsdam                                              | 26./27. August                                       | LAV Asics Tübingen (Johannes Waidelich, Philipp Schellhorn, Sven Bösing)         | 20.171                                                                     |
| 2009 | Lage                                                 | 29./30. August                                       | LG Eintracht Frankfurt (Jan Felix Knobel, Rainer Schubert, Martin Dudek)         | 20.401                                                                     |
| 2008 | Hannover                                             | 30./31. August                                       | TV Wattenscheid 01 (Nicolai Peselmann, Dominique Eleyth, Philipp Meyer)          | 20.265                                                                     |
| 2007 | Vaterstetten                                         | 8./9. September                                      | TV Wattenscheid 01 (Nils Büker, Dominique Eleyth, Moritz Cleve)                  | 20.760                                                                     |
| 2006 | Wesel                                                | 2./3. September                                      | LT DSHS Köln (Willy Sebastian Metzger, Eric Schroers, Florian Heiler)            | 20.172                                                                     |
| 2005 | Lage                                                 | 27./28. August                                       | LG Eintracht Frankfurt (Pascal Behrenbruch, Maxim Kruschinski, Jörn Fritsch)     | 21.048                                                                     |
| 2004 | Vaterstetten                                         | 4./5. September                                      | LG Nike Berlin (André Niklaus, Marian Geisler, Steffen Landgraf)                 | 21.437                                                                     |
| 2003 | Wesel                                                | 23./24. August                                       | LT DSHS Köln 1 (Matthias Spahn, Kenny Beele, Mark Schumacher)                    | 22.670                                                                     |
| 2002 | Berlin                                               | 31. August/1. September                              | LG Domspitzmilch Regensburg (Florian Schönbeck, Peter Hargasser, Andreas Udvari) | 21.818                                                                     |
| 2001 | Vaterstetten                                         | 25./26. August                                       | LT DSHS Köln (Matthias Spahn, Mark Schumacher, Holger Loogen)                    | 22.548                                                                     |
| 2000 | Wesel                                                | 2./3. September                                      | LT DSHS Köln (Matthias Spahn, Mark Schumacher, Holger Loogen)                    | 22.486                                                                     |
| 1999 | Lage                                                 | 4./5. September                                      | OSC Berlin (Jörg Goedicke, Axel Sacharowitz, Christian Haase)                    | 22.232                                                                     |
| 1998 | Vaterstetten                                         | 29./30. August                                       | TSV Bayer 04 Leverkusen (Dirk-Achim Pajonk, Sascha Gelling, Georg Zwirner)       | 22.759                                                                     |
| 1997 | Wesel                                                | 30./31. August                                       | TSV Bayer 04 Leverkusen (Christof Reuber, Philip Ibe, Georg Zwirner)             | 22.943                                                                     |
| 1996 | Vaterstetten                                         | 8./9. September                                      | VfL Kaufering (Bernhard Floder, Florian Schönbeck, Jochen Hegewald)              | 22.796                                                                     |
| 1995 | Ulm                                                  | 26./27. August                                       | SSV Ulm 1846 (Michael Kohnle, Christian Franz, Stefan Vogt)                      | 23.129                                                                     |
| 1994 | Vaterstetten                                         | 2./3. September                                      | LAV Norden (Frank Müller, Gerd Zander, Robert Kleemann)                          | 21.570                                                                     |
| 1993 | Vaterstetten                                         | 19./20. Juni                                         | USC Mainz (Christian Schenk, Udo Jacobasch, Christian Betzle)                    | 22.377                                                                     |
| 1992 | Ahlen                                                | 29./30. August                                       | LG Bayer Leverkusen (Paul Meier, Dirk Pajonk, Kurowski)                          | 22.197                                                                     |
| 1991 | München                                              | 25./26. Mai                                          | USC Mainz (Christian Schenk, Peter Neumaier, Christian Deick)                    | 23.474                                                                     |

## Mannschaftswertung: Meister in derBundesrepublik Deutschland(DLV) von 1958 bis 1990
Die Zehnkampf-Mannschaftswertung kam erstmals 1958 ins Meisterschaftsprogramm.
Wertungstabellen: 1958 bis 1964: 1952er Wertung / 1965 bis 1984: 1965er Wertung / ab 1985: bis heute gültige 1985er Wertung
| Jahr | Ort             | Datum                   | Verein                                                                     | Punkte                                          |
| ---- | --------------- | ----------------------- | -------------------------------------------------------------------------- | ----------------------------------------------- |
| 1990 | Salzgitter      | 21./22. Juli            | USC Mainz (Peter Blank, Udo Jacobasch, Christian Deick)                    | 22.735                                          |
| 1989 | Bernhausen      | 9./10. September        | LC Olympiapark München (Karl-Heinz Fichtner, Helmar Schmidt, Bruno Chirco) | 22.826                                          |
| 1988 | Rhede           | 9./10. Juli             | LC Olympiapark München (Karl-Heinz Fichtner, Bruno Chirco, Stefan Winkler) | 22.904                                          |
| 1987 | Ulm             | 12./13. Juni            | LC Paderborn (Rolf Müller, Michael Huth, Dirk Elfert)                      | 22.018                                          |
| 1986 | Hannover        | 19./20. Juli            | LC Paderborn (Jens Schulze, Rolf Müller, Stephan Kallenberg)               | 23.029                                          |
| 1985 | Ulm             | 13./14. Juli            | USC Mainz (Siegfried Wentz, Guido Kratschmer, Thomas Rizzi)                | 24.806                                          |
| 1984 | Ahlen           | 8./9. September         | Wettbewerb wegen starker Regenfälle abgebrochen                            | Wettbewerb wegen starker Regenfälle abgebrochen |
| 1983 | München         | 16./17. Juli            | USC Mainz (Siegfried Wentz, Holger Schmidt, Jens Schulze)                  | 23.297                                          |
| 1982 | Ulm             | 14./15. August          | USC Mainz (Siegfried Wentz, Guido Kratschmer, Holger Schmidt)              | 24.464 P (DRV)                                  |
| 1981 | Lage            | 8./9. August            | USC Mainz (Siegfried Wentz, Guido Kratschmer, Jens Schulze)                | 23.946                                          |
| 1980 | Lage            | 6./7. September         | USC Mainz (Guido Kratschmer, Jens Schulze, Thomas Kohlbacher)              | 23.378                                          |
| 1979 | Kref.-Uerdingen | 15./16. Juni            | USC Mainz (Guido Kratschmer, Rudolf Brumund, Jens Schulze)                 | 24.108                                          |
| 1978 | Bernhausen      | 29./30. Juli            | USC Mainz (Guido Kratschmer, Jens Schulze, Rudolf Brumund)                 | 24.283                                          |
| 1977 | Hannover        | 27./28. August          | TSV Bayer 04 Leverkusen (Claus Marek, Wolfgang Muders, Norbert Hoischen)   | 23.268                                          |
| 1976 | Hannover        | 4./5. September         | USC Mainz (Guido Kratschmer, Herbert Swoboda, Alexander Wernsdorfer)       | 22.345                                          |
| 1975 | Lübeck          | 21./22. Juni            | USC Mainz (Guido Kratschmer, Alexander Wernsdorfer, Frank Hensel)          | 22.550                                          |
| 1974 | Trostberg       | 13./14. Juli            | USC Mainz (Eberhard Stroot, Herbert Swoboda, Günter Hoffmann)              | 23.113                                          |
| 1973 | Hannover        | 7./8. Juli              | USC Mainz (Herbert Swoboda, Guido Kratschmer, Frank Hensel)                | 21.855                                          |
| 1972 | Offenbach       | 23./24. September       | LG Troisdorf (Uli Schmedemann, Rolf Overath, Wolfgang Beckmann)            | 20.661                                          |
| 1971 | Gretesch        | 17./18. Juli            | TSV Bayer 04 Leverkusen (Bernd Knut, Stamm, Axel Schiprowski)              | 21.164                                          |
| 1970 | Stuttgart       | 12./13. September       | USC Mainz (Horst Beyer, Wolfgang Linkmann, Herbert Swoboda)                | 22.737                                          |
| 1969 | Hannover        | 2./3. August            | USC Mainz (Hans-Joachim Walde, Horst Beyer, Werner von Moltke)             | 23.661                                          |
| 1968 | Hannover        | 31. August/1. September | TSV Bayer 04 Leverkusen (Hans-Joachim Perk, Romberg, Bernd Knut)           | 21.072                                          |
| 1967 | Leverkusen      | 9./10. September        | Hamburger SV (Manfred Bock, Georg Stummeyer, Heinz Gabriel)                | 20.866                                          |
| 1966 | Hamm            | 16./17. Juli            | USC Mainz (Werner von Moltke, Jörg Mattheis, Hans-Joachim Walde)           | 22.594                                          |
| 1965 | Augsburg        | 4./5. September         | TSV Bayer 04 Leverkusen (Kurt Bendlin, Wolfgang Heise, Bernd Knut)         | 22.019                                          |
| 1964 | Karlsruhe       | 18./19. Juli            | TSV Bayer 04 Leverkusen (Willi Holdorf, Wolfgang Heise, Manfred Bäcker)    | 22.185                                          |
| 1963 | Hannover        | 7./8. September         | TSV Bayer 04 Leverkusen (Willi Holdorf, Hermann Alms, Manfred Bäcker)      | 21.153                                          |
| 1962 | Hamm            | 23./24. Juni            | USC Mainz (Hans-Joachim Walde, Jürgen Schäps, Manfred Jansche)             | 19.834                                          |
| 1961 | Heilbronn       | 23./24. September       | TSV Bayer 04 Leverkusen (Willi Holdorf, Hermann Alms, Ingo Schönewolf)     | 20.218                                          |
| 1960 | Hamm            | 24./25. September       | ASV Berlin (Klaus Nüske, Karl-Heinz Drygalsky, Manfred Wedde)              | 17.248                                          |
| 1959 | Düsseldorf      | 29./30. August          | ASV Köln (Martin Lauer, Joachim Janeke, Joachim Lange)                     | 16.687                                          |
| 1958 | Ludwigsburg     | 30./31. August          | ASV Berlin (Klaus Nüske, Gerhard Wöhlermann, Karl-Heinz Drygalsky)         | 17.050                                          |

## Mannschaftswertung: Meister in derDDR(DVfL) von 1961 bis 1965
| Jahr | Verein                                                |
| ---- | ----------------------------------------------------- |
| 1965 | ASK Vorwärts Berlin (Herbert Wessel, Pradel, Langer)  |
| 1964 | SC Chemie Halle (Wolfgang Utech, Horst Mempel, Lohse) |
| 1963 | SC Chemie Halle (Wolfgang Utech, Mempel, Heidewenz)   |
| 1962 | ASK Vorwärts Berlin (Philipps, Lau, Peklo)            |
| 1961 | SC Chemie Halle (Wolfgang Utech, Eichler, Mempel)     |